# Les Hommes d'aujourd'hui
Les Hommes d'aujourd'hui est une revue à intention littéraire et satirique, fondée par l'écrivain et journaliste Félicien Champsaur et le dessinateur André Gill en 1878. Reprise par Léon Vanier en 1885, elle disparaît en 1899.

## Présentation
La présentation est toujours la même.
- Chaque numéro est une monographie sur une personnalité contemporaine des arts, des lettres, ou plus rarement du monde politique, du monde scientifique et technique ou de la religion.
- Son format moyen est celui des journaux de l'époque (27 × 37,5 cm).
- Il comprend 4 pages.
- La page de titre est consacrée à un portrait-charge en couleurs de la personnalité.
- Les autres pages contiennent un texte biographique ou satirique sur la personnalité.

## Parution
La parution est irrégulière, entre deux et quatre numéros par mois. L’ensemble contient 469 monographies. Le journal est vendu 10 centimes. Le premier numéro, consacré à Victor Hugo, paraît le 13 septembre 1878 chez A. Cinqualbre, éditeur à Paris, rue des Écoles. Le dernier numéro (469), consacré à Paul Deschanel, paraît en 1899.
Il existe une édition en neuf tomes. Chaque tome réunit 52 numéros (+ 1 pour le dernier) :
| Tomes   | I    | II     | III     | IV      | V       | VI      | VII     | VIII    | IX et X | IX et X |
| ------- | ---- | ------ | ------- | ------- | ------- | ------- | ------- | ------- | ------- | ------- |
| Numéros | 1-52 | 53-104 | 105-156 | 157-208 | 209-260 | 261-312 | 313-364 | 365-416 | 417-468 | 469     |

## Collaborateurs

### Auteurs des textes
- Félicien Champsaur, cofondateur de la revue, Léon Vanier (sous le pseudonyme de Pierre et Paul), Jules Laforgue, Gustave Kahn, Joris-Karl Huysmans, Jean Moréas, Félix Fénéon, Émile Bernard.
- Le cas Paul Verlaine : À partir de 1882, Verlaine rédige vingt-sept biographies de poètes et de littérateurs. Alors que les autres rédacteurs ne sont pas rétribués, Léon Vanier déroge à la règle pour venir en aide à Verlaine et lui remet 10 francs par contribution[4]. Il s'agit des livraisons suivantes :

### Dessinateurs des portraits-charge
André Gill, cofondateur de la revue, réalise les dessins des 142 premiers numéro, puis Henri Demare les suivants jusqu'au numéro 229. Ensuite interviennent d'une façon moins régulière Émile Cohl, Coll-Toc, Manuel Luque, F. A. Cazals, Frédéric Régamey. Des artistes peintres offrent aussi une collaboration épisodique : Robida, Lucien et Camille Pissarro, Maximilien Luce, Toulouse-Lautrec, Signac, Seurat, Steinlein, Raffaëlli, Grévin.
Les gravures sur bois étaient exécutées entre autres par Charles Decaux.

## Influences
De décembre 1880 à décembre 1881 paraît l'hebdomadaire les Contemporains, 43 numéros où se retrouvent Félicien Champsaur pour les textes et Alfred Le Petit pour le dessin de une.
En 1886, à Lyon, paraît le journal satirique Les Hommes du jour mais il y eut seulement trois livraisons.
De 1886 à 1892, est paru sur le même principe Les Femmes du jour, suivi en 1897 par une reprise du titre Les Hommes du jour.
De 1908 à 1919, Henri Fabre publie, dans une veine anarchiste, Les Hommes du jour en lien avec Le Journal du peuple.

## Liste des numéros
Légende. — Dans la boite déroulante ci-dessus, se trouve la liste des numéros parus de la revue, présentée dans un tableau.
Colonne 1. — Le numéro de la revue. Colonne 2. — La date de parution. C’est soit celle indiquée sur la page 1 (cas des numéros 1 à 24), soit celle indiquée par une autre source (à partir du numéro 25). Colonne 3. — Le nom de la personnalité concernée. Colonne 4. — Le nom l’auteur de la biographie. Colonne 5. — Le nom du dessinateur, auteur du dessin de la page 1. Colonne 6. — Un lien vers le document (Gallica), consultable à partir de la première page, celle contenant le dessin. Colonne 7. — Le cas échéant, un lien vers le texte de la biographie sur wikisource (ws).
Un (?) signale une information douteuse.